# Karak piac állomás
Karak (Garak) piac állomás a szöuli metró 3-as és 8-as vonalának állomása Szöul Szongpha-ku (Songpa-gu) kerületében. Közelében található a Karak (Garak) piac.

## Viszonylatok
| 3-as vonal                          | 3-as vonal | 3-as vonal                             |
| ----------------------------------- | ---------- | -------------------------------------- |
| Szuszo (Suseo) Tehva (Daehwa) felé  | fő vonal   | Nemzeti Rendőrkórház Ogum (Ogeum) felé |
| 8-as vonal                          |            |                                        |
| Szongpha (Songpa) Amsza (Amsa) felé | fő vonal   | Mundzsong (Munjeong) Moran felé        |